# Wohnhaus Katzenstraße 2

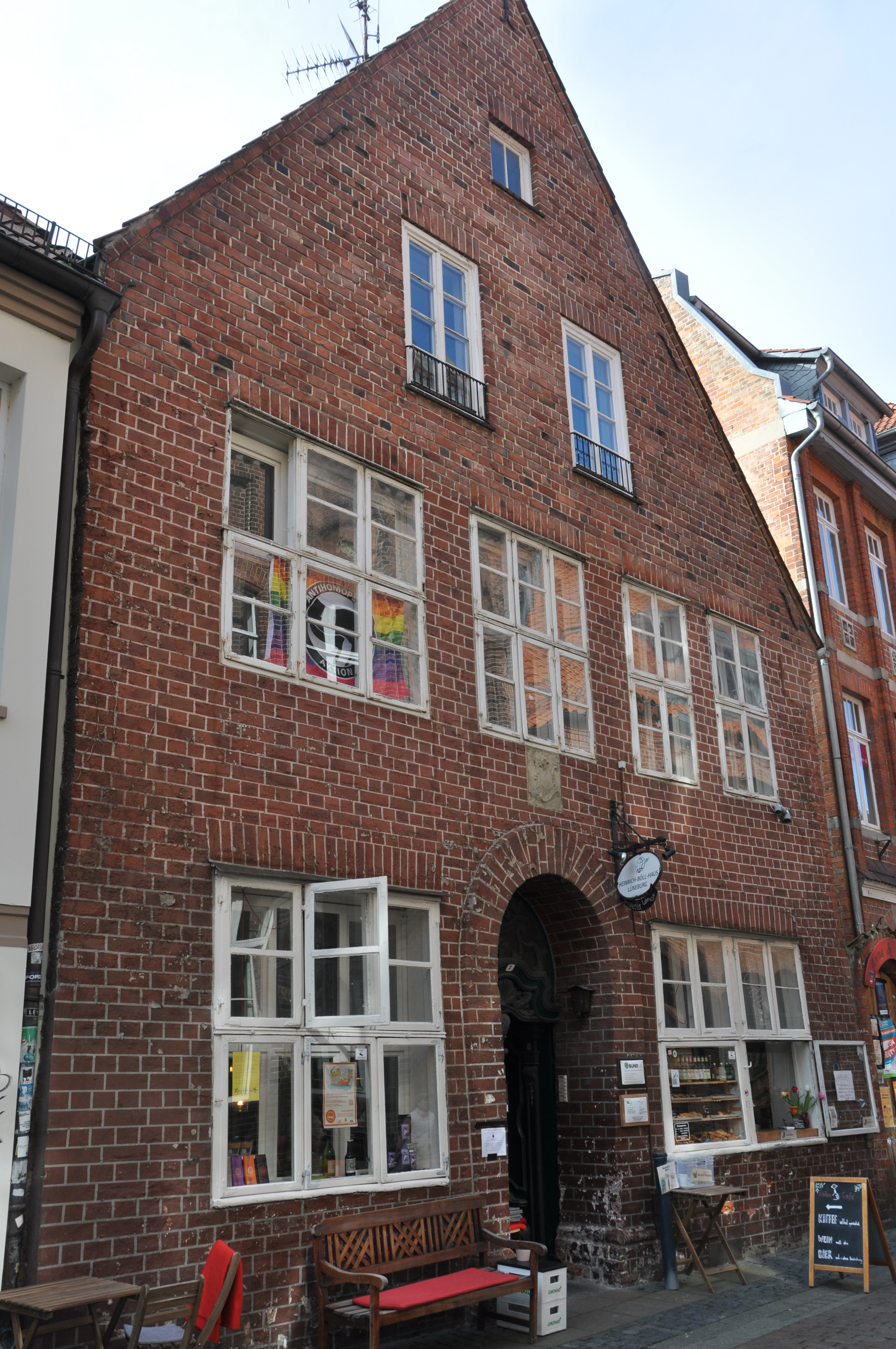
Das frühere Wohnhaus Katzenstraße 2 in Lüneburg

Das Wohnhaus Katzenstraße 2 ist ein denkmalgeschütztes Gebäude in der Altstadt von Lüneburg in Niedersachsen. Das frühere Wohnhaus stammt vermutlich aus dem 16. Jahrhundert. Von 1990 bis 2023 wurde es unter der Bezeichnung Heinrich-Böll-Haus Lüneburg von verschiedenen Initiativen als kulturelles und politisches Zentrum genutzt.

## Baubeschreibung
Bei dem Gebäude handelt es sich um ein zweigeschossiges Wohnhaus in Backsteinbauweise, das giebelständig zur Straße steht. Die Giebelseite ist etwa neun Meter breit. Der Giebel besaß ursprünglich Rudimente einer Lisenengliederung, was auf eine Entstehungszeit des Hauses in der ersten Hälfte des 16. Jahrhunderts oder davor deutet. Der rückseitige Giebel in Fachwerkbauweise wies die Jahreszahl 1677 als Datierung auf. Das Erscheinungsbild der Fassade bestimmen Gestaltungselemente des 18., 19. und 20. Jahrhunderts. Ein durchgreifende Veränderung des Hauses dürfte im 18. Jahrhundert erfolgt sein. Darauf deutet eine auf 1757 datierte Sandsteinkartusche in Rocailleform über dem Eingang. Die zweiflügelige Eingangstür in einem Rundbogenportal zeichnet sich durch eine seitliche Pilasterrahmung und ein üppig ornamentiertes Oberlicht aus. Ihre geschwungenen Profilleisten gehören zu den am aufwändigsten ausgebildeten Barocktüren in Lüneburg. Im Keller hat sich unter dem nördlichen Hausbereich ein quer zum First liegendes Tonnengewölbe mit etwa 2,20 Metern Scheitelhöhe erhalten. Im Südwesten besteht ein längs gelegenes Tonnengewölbe. Das Dach wurde 1956 beim Einbau einer Gaube neu errichtet. Das Gebäude ist das einzige Baudenkmal älteren Ursprungs in der Katzenstraße. Laut dem Niedersächsischen Landesamt für Denkmalpflege besteht aus geschichtlichen Gründen ein öffentliches Interesse am Erhalt des Gebäudes.

## Nutzung als Heinrich-Böll-Haus

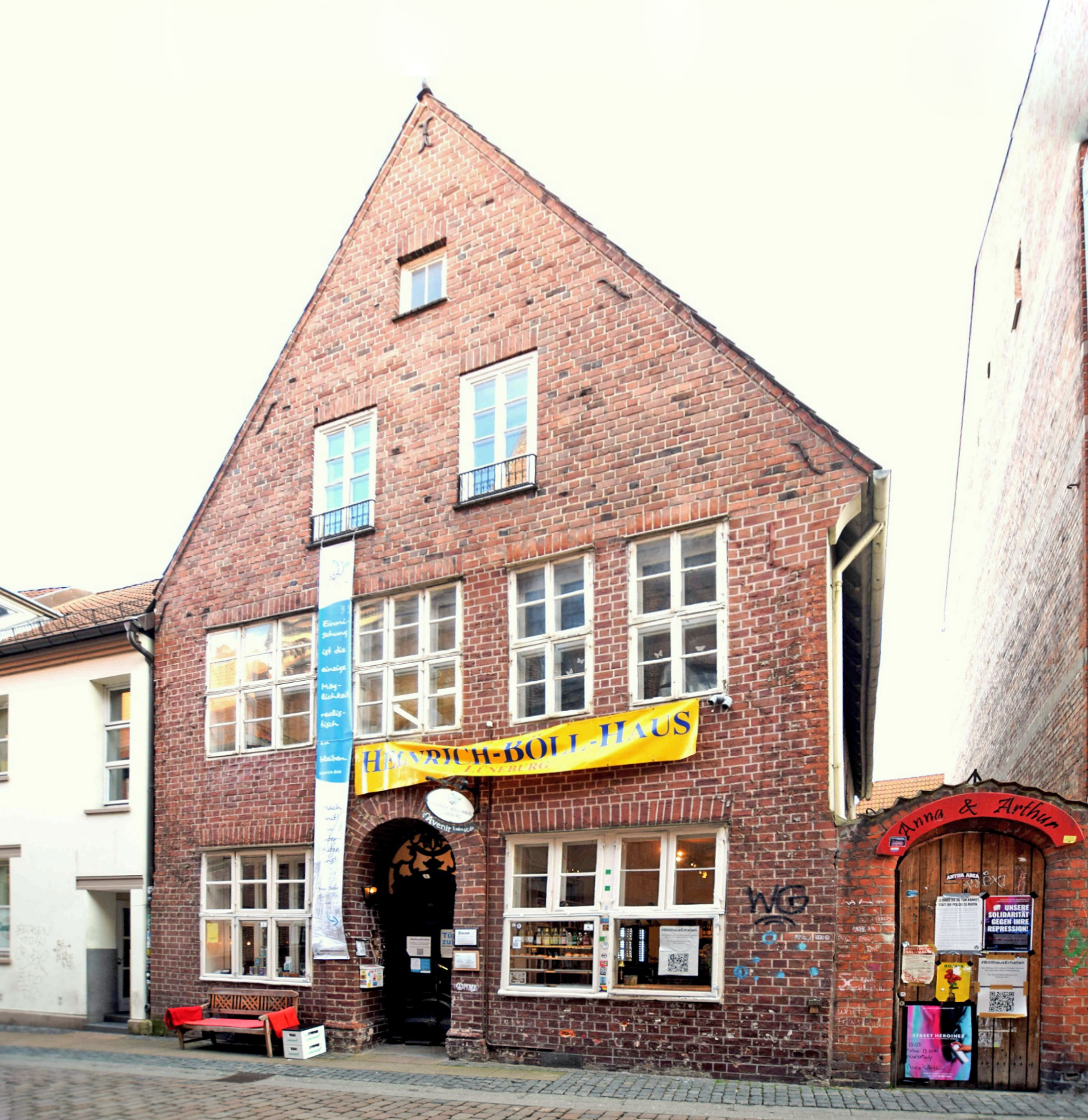
Das Gebäude als Heinrich-Böll-Haus Lüneburg mit Plakaten und Transparenten

1991 gründete sich in Lüneburg der gemeinnützige Verein Unsere Welt – für Frieden, Umwelt, Gerechtigkeit e.V. Er nahm seinen Sitz im Wohnhaus Katzenstraße 2, benannte es in Heinrich-Böll-Haus um und machte es zu einem Informations-, Kommunikations- und Aktionszentrum mit anfangs sieben Gruppen. Bis Dezember 2023 nutzen es rund 20 Initiativen aus den Bereichen Umwelt-, Entwicklungs- und Sozialpolitik. 2023 wurde bekannt, dass der Erhalt der Einrichtung wegen Miet- und Nebenkostenerhöhungen bedroht ist. Am 8. Dezember 2023 wurde vom Landgericht eine Räumungsklage bestätigt, sodass alle Initiativen das Haus verlassen müssen.
Als Namensgeber des Hauses wurde der Literaturnobelpreisträger Heinrich Böll gewählt, der als einer der bedeutendsten deutschen Schriftsteller der Nachkriegszeit gilt. Ein großer Teil des Lebenswerkes von Böll ist sein politisches Engagement für Menschenrechte, Frieden und nukleare Abrüstung.